# Kemp Lake
Kemp Lake är en sjö i Antarktis. Den ligger i Östantarktis. Australien gör anspråk på området. Kemp Lake ligger 55 meter över havet. Arean är 2,0 kvadratkilometer. Den sträcker sig 8,0 kilometer i nord-sydlig riktning, och 5,9 kilometer i öst-västlig riktning.
I övrigt finns följande vid Kemp Lake:
- Plough Lake (en sjö)